# 부활절 날짜
부활절 날짜는 부정기 축일으로서 컴퓨투스(computus, 라틴어로 '계산'을 의미)라는 계산법을 통해 매년 결정된다. 부활절은 3월 21일(3월 춘분의 고정된 근사치)이나 그 이후 첫 번째 보름달인 파스칼 보름달 이후 첫 번째 일요일에 기념된다. 이 날짜를 미리 결정하려면 음력과 태양력 간의 상관 관계가 필요하며 율리우스력이나 그레고리력의 월, 날짜, 요일도 고려해야 한다. 알고리즘의 복잡성은 부활절 날짜를 기독교인들이 믿는 유월절 날짜와 예수가 십자가에 못 박힌 날과 연관시키려는 욕구 때문에 발생한다.
원래는 전체 기독교 교회가 교황의 연례 발표를 통해 매년 부활절 날짜를 받는 것이 가능했다. 그러나 3세기 초에 로마 제국의 소통이 악화되어 교회는 성직자들이 독립적이면서도 일관되게 날짜를 스스로 결정할 수 있도록 하는 시스템에 큰 가치를 두었다. 게다가 교회는 부활절 날짜를 3월 춘분에서 직접 도출함으로써 히브리력에 대한 종속성을 제거하기를 원했다.
시간의 계산(The Reckoning of Time, 725년)에서 베다 베네라빌리스는 테오필로스의 부활절 주기를 "Paschal computus"라고 부르지만 모든 종류의 계산에 대한 일반적인 용어로 computus를 사용한다. 8세기 말에는 computus가 시간 계산을 구체적으로 지칭하게 되었다. 율리우스력을 사용하는지 그레고리력을 사용하는지에 따라 계산 결과가 달라진다. 이러한 이유로 가톨릭교회와 개신교(그레고리력을 따름)는 부활절을 동방 정교회(율리우스력을 따름)와 다른 날짜에 기념한다. 달력의 그레고리력 개혁으로 이어진 것은 관측된 춘분점에서 3월 21일의 변동으로 인해 이를 재정렬하게 되었다.

## 같이 보기
- 십자가형 어둠